# 成公都
成公 都（せいこう と、生没年不詳）は、五胡十六国時代の前燕の人物。晋興郡允吾県の出身。

## 生涯
前燕に仕え、驍勇であり、勇気と豪力を有していると称されていた。
陽勇の戦いに18歳で参戦して、矛を横たえて大呼すれば、敵も恐れて成公都に抗しなかった。当時の人々は、周の名将方叔に擬えた。ある論者は今と昔では比べるべくもないと述べた。
これ以後の事績は、史書に記されていない。